# Morten Veland
Morten Veland (født 4. december 1977) er en norsk musiker. Han var en af de grundlæggende medlemmer af det norske gothic metal band Tristania og grundlagde senere Sirenia.